# 唐金家
唐金家（からかねけ）は、江戸時代中期から幕末にかけて和泉国日根郡佐野村（現在の大阪府泉佐野市）を拠点として栄えた豪商の一族。北前船や朱印船による廻船業や商業を行うほか、大名貸や御用金などの金融業や両替商も行い、巨財を築いた。
屋号は「橘屋」。同じく同地で栄えた食野家（めしのけ）とともに、江戸時代の全国長者番付「諸国家業じまん」でも上位に記されている。

## エピソード
- 井原西鶴著『日本永代蔵』巻一の第3話「浪風静に神通丸」で「和泉にかくれなき商人」と紹介されており、「このごろ泉州に唐かね屋とて、金銀に有徳なる人出来ぬ。」と実名で記されている。
- 現在の大阪市西区南堀江の中央部を東西に通る2本の通り沿いは、明治初期まで「橘通」という町名だったが、このあたりに唐金家の家屋倉庫等が多数あったことから唐金家の屋号「橘屋」にちなんだ町名といわれている。町名が明治以降、北側の通り沿いが橘通→南堀江上通→南堀江立花通→南堀江、南側の通り沿いが橘通→南堀江下通→南堀江大通→南堀江と変遷したため、道路名としては北側の通りのみが「立花通り」と呼ばれるようになった。家具屋が立ち並ぶことで知られた「立花通り」は、若者の街となった現在ではタチバナがオレンジに転じて「オレンジストリート」とも呼ばれている[2]。
- 南堀江と幸町を結ぶ、道頓堀川に架かる新なにわ筋の橋である汐見橋は、唐金家が最初に架橋したといわれており、「唐金橋（とうがねばし）」の別名がある[3]。